# Tomás Agustín Pérez
Tomás Agustín Pérez (Rafaela, Santa Fe; 27 de abril de 2006) es un futbolista argentino que se desempeña como delantero. Actualmente se encuentra en Racing Club de Avellaneda de la Primera División Argentina.

## Trayectoria
Comenzó jugando en las juveniles del Atlético Rafaela, antes de pasar al fútbol base de Racing Club. En 2023 comenzaría a ser convocado por el entrenador Fernando Gago, mientras él se encontraba en la sexta división del club. Por un error de comunicación, no terminaría debutando 28 de mayo ante Defensa y Justicia, acción que sí haría el 3 de junio ante Banfield por la Liga Profesional.A la fecha siguiente, contra Instituto, volvería a jugar. El 8 de Julio ante Estudiantes, por la fecha 24, volvería a jugar, lo mismo pasaría en la fecha 25 contra Rosario Central, fecha 26 contra Central Córdoba y en los treintaidosavos de final de la Copa Argentina. Siempre lo hizo entrando desde el banco de suplentes.
En la fecha 1 de la Copa de la Liga frente a Unión volvería a jugar, siendo el reemplazo de Baltasar Rodriguez, en la fecha 2, contra Tigre, volvería a jugar en la primera de Racing por última vez.